# Koleta Łyszkiewicz
Koleta Łyszkiewicz est une joueuse polonaise de volley-ball, née le 22 janvier 1993 à Kwidzyn. Elle mesure 1,93 m et joue au poste de réceptionneuse-attaquante. Elle totalise 4 sélections en équipe de Pologne.

## Clubs
| Club                             | De        | À         |
| -------------------------------- | --------- | --------- |
| Gedania Gdańsk                   |           | 2008-2009 |
| SMS PZPS Sosnowiec               | 2009-2010 | 2010-2011 |
| BKS Stal Bielsko-Biała           | 2011-2012 | 2015-2016 |
| MKS Muszyna                      | 2016-2017 | 2016-2017 |
| AZS KSZO Ostrowiec Świętokrzyski | 2017-2018 | 2017-2018 |
| Budowlani Łódź                   | oct 2018  | nov 2018  |
| AZS KSZO Ostrowiec Świętokrzyski | 2018-2019 | 2018-2019 |
| MKS Jarosław                     | 2019-2020 | 2019-2020 |
| PTPS Piła                        | 2020-2021 | …         |

## Palmarès
- Supercoupe de Pologne
  - Vainqueur : 2018.
- Championnat de Pologne
  - Finaliste : 2019.